# Jomfru Trofast
Jomfru Trofast är en norsk stumfilm (drama) från 1921. Filmen regisserades av Rasmus Breistein som också skrev filmens manus. I titelrollen ses Aasta Nielsen.

## Handling
Tone ("Jomfru Trofast") bor hos sin rike farbror Albertus. Hon har fattat tycke för den fattige sjömannen Tellef. Albertus skiljer dem åt och Tellef drar till sjöss. Tone bönar om att han inte ska åka, men utan framgång. När båten ska avgå lovar hon honom evig trohet. Tone säger därefter nej till alla friare, men en dag skriver Albertus till Tellef i Pensacola att Tone ska gifta sig med länsman Killingland. Tellef blir alldeles förtvivlad och rymmer från skeppet. På resan hem till Norge förliser båten han åker med och alla befarar att Tellef har drunknat. Den enda som inte gett upp hoppet är Tone. Hon flyttar till Tellefs mor på Udøy, beredd på att hålla sitt löfte om att vara honom trogen. Något år senare träffar Tellef en norsk kvinna på Pensacola som säger att Tone inte alls ska gifta sig och att Albertus farit med lögn. Tellef reser hem till Norge och när han kommer hem till Udøy ser han att huset just ska säljas på auktion. Auktionen leds av länsmannen och Albertus, men Tellef stoppar dem och de försvinner tillsammans med publiken. Tone och Tellef återförenas.

## Rollista
- Aasta Nielsen – Tone Tobiassen, "Jomfru Trofast"
- Aagot Børseth – ett hembiträde
- Henrik Børseth – Tellef
- Edvard Drabløs – Albertus Kvalhei
- Johs. Jensen – prästen
- Egil Sætren – en sjöman
- Eugen Skjønberg – Peder Flotten
- Henny Skjønberg – Stine, Tellefs mor
- Botten Soot – Mary, kvinna i Pensacola
- Lars Tvinde – Killingland, länsman

## Om filmen
Filmen var Rasmus Breisteins andra filmregi efter debuten med Tattar-Anna (1920). Jomfru Trofast bygger på folkkomedin Jomfru Trofast – Folkekomedie i 4 akter (1906) av Vilhelm Krag. Filmen producerades och distribuerades av Kommunenes filmcentral. Den fotades och klipptes av Gunnar Nilsen-Vig. Scenografin gjordes av Egil Sætren. Premiären ägde rum den 12 september 1921 i Norge. Filmens engelska titeln är Maid Constantia.